# Île Martín Pérez
L'île Martín Pérez est une petite île du golfe de Fonseca , dans l'océan Pacifique à la frontière sud-est de la république du Salvador. Elle appartient administrativement au département de La Unión. Elle est gardée par la force navale salvadorienne chargée d’exercer sa souveraineté et protéger les ressources naturelles de l’île tout en préservant la propreté des plages et en protégeant la flore et la faune.

## Tourisme
L'île n'est pas totalement ouverte au public car seuls les touristes autorisés par les Forces armées du Salvador sont autorisés à s'y rendre. En effet, les touristes autrefois laissaient des déchets sur les plages, un permis est nécessaire pour entrer dans l'île. Pour recevoir le permis, ils doivent s'engager à nettoyer l'endroit où ils se trouvent. Des chemins recouverts de végétation se succèdent sur l'île. Ses plages  du golfe de Fonseca ont des eaux calmes et cristallines.

## Garde de la force armée
Le ministère de la Défense a accordé la garde à la force navale en 1997, des incendies de forêt ayant endommagé les écosystèmes de l'île ainsi que des espèces animales. Les forces armées mènent des programmes de repeuplement de la faune de nombreuses espèces animales et de protection de la flore, puisqu'il existe un pacte entre les ministères de la défense et de l' environnement et des ressources naturelles.